# 粗梗藎草
粗梗藎草（学名：Arthraxon pauciflorus）为禾本科藎草屬下的一个种。

## 扩展阅读
- 維基物種上的相關：粗梗藎草